# John-David Bartoe
John-David Francis Bartoe (Abington Township,  Montgomery County (Pennsylvania), 17 november 1944) is een Amerikaans voormalig ruimtevaarder. Bartoe zijn eerste en enige ruimtevlucht was STS-51-F met de spaceshuttle Challenger en vond plaats op 29 juli 1985. Tijdens de missie werd er onderzoek gedaan met het Spacelab.
Bartoe werd in 1978 geselecteerd door NASA. In 1985 verliet hij NASA en ging hij als astronaut met pensioen. Hij diende ook als backup bemanningslid voor STS-35 en STS-67.